# تایشوولفرامسدورف
تایشوولفرامسدورف (به آلمانی: Teichwolframsdorf) یک منطقهٔ مسکونی در آلمان است که در موهلسدورف-تایشوولفرامسدورف واقع شده‌است. تایشوولفرامسدورف ۲٬۴۸۱ نفر جمعیت دارد.